# Baila conmigo (canción)
«Baila conmigo» es una canción de la cantante estadounidense Jennifer Lopez. Fue escrito por López, Kelly Paola Ruiz Moncada, Servando Primera, Víctor Alonso Cárdenas Ospina y David Sánchez González. 

## Antecedentes y composición
La canción se inspiró en el tema del mismo nombre de los productores colombianos Dayvi y Víctor Cárdenas, que fue un fenómeno viral en América Latina. La canción marca el primer sencillo en español de la cantante desde «Te guste» en colaboración con Bad Bunny en 2018.
Producida por Servando Primera, David Sánchez, Víctor Cárdenas y Luis Barrera, «Baila conmigo» es una pista de baile y EDM en español con letras que tratan sobre querer pasar una noche especial en la playa bailando hasta el amanecer.

## Presentaciones en vivo
López interpretó por primera vez «Baila conmigo» durante su presentación en iHeartRadio Fiesta Latina el 2 de noviembre de 2019.

## Posicionamiento en listas
| Listas (2019-2020)                          | Mejor posición |
| ------------------------------------------- | -------------- |
| Estados Unidos (Dance Club Songs)           | 1              |
| Estados Unidos (Hot Dance/Electronic Songs) | 16             |
| Estados Unidos (Latin Airplay)              | 37             |
| Honduras Pop (Monitor Latino)               | 6              |
| México Español Airplay (Billboard)          | 28             |
| Venezuela (Monitor Latino)                  | 19             |